# Artparks Sculpture Park
ArtParkS Sculpture Park är en park i kronbesittningen Guernsey). Den ligger i den sydöstra delen av landet. ArtParkS Sculpture Park ligger 74 meter över havet.
Terrängen runt ArtParkS Sculpture Park är platt. Närmaste större samhälle är St. Peter Port, 2,8 km norr om ArtParkS Sculpture Park.